# Jarosław Ingwarowicz
Jarosław Ingwarowicz – książę łucki, syn Ingwara. Władzę w Łucku objął w 1227 po śmierci brata stryjecznego Iwana Mścisławowicza. W roku 1228 utracił księstwo łuckie na rzecz Daniela I Romanowicza, który uzyskał w ten sposób pełnię władzy na Wołyniu. W zamian za utracony Łuck Jarosław otrzymał grody Peremyl i Międzybóż. 